# Fortaleza CEIF
Fortaleza CEIF is een Colombiaanse voetbalvereniging uit Bogota.

## Geschiedenis
De club werd opgericht in 2010 als Fortaleza FC en promoveerde in 2013 naar de Categoría Primera A, nadat werd gewonnen van de Cúcuta Deportivo in de promotie/degradatie-playoffs. Na één seizoen degradeerde de club. In 2015 fuseerde de club met een kleine amateurclub en nam zo de huidige naam aan. Dat jaar promoveerde de club ook weer, maar kon ook nu het behoud niet verzekeren.

## Stadion
Independiente Medellín speelt zijn thuiswedstrijden in het Estadio Metropolitano de Techo, net als La Equidad en Bogotá FC. Het stadion biedt plaats aan 7.800 toeschouwers en werd in 1959 in gebruik genomen.